# رنو اف‌تی
رنو اف‌تی (به فرانسوی: Renault FT) که با عنوان اف‌تی-۱۷ نیز شناخته می‌شود، یک تانک سبک فرانسوی بود که در سال ۱۹۱۶ در جریان جنگ جهانی اول طراحی شد. رنو اف‌تی نخستین تانک عملیاتی با برجک کاملاً گردان به حساب می‌آمد. طراحی متمایز این تانک تأثیر زیادی بر طراحی تانک‌های بعد خود گذاشت به گونه‌ای که برخی تاریخ‌دانان آن را «نخستین تانک مدرن» دانسته‌اند.
بیش از ۳ هزار دستگاه رنو اف‌تی، عموماً در سال ۱۹۱۸، در فرانسه از خط تولید خارج شد. بسیاری از این تولیدات پس از جنگ جهانی اول به سایر کشورها صادر گشتند. نمونه‌هایی نیز با الگوبرداری از این تانک در ایالات متحده (ام۱۹۱۷)، ایتالیا (فیات ۳۰۰۰) و شوروی (تی-۱۸) طراحی و تولید گردید.
با وجود این که از رنو اف‌تی در درگیری‌های نظامی مختلفی در دوره میان‌دوجنگ استفاده نیز شد، این تانک در آغاز جنگ جهانی دوم منسوخ به حساب می‌آمد.